# General der Flakartillerie beim Luftgaukommando VI
Der General der Flakartillerie beim Luftgaukommando VI war eine Dienststelle der deutschen Luftwaffe während des Zweiten Weltkrieges auf Korpsebene. Die Aufstellung erfolgte am 15. November 1944. Am 20. Februar 1945 wurde die Dienststelle abgewickelt. Einziger Divisionskommandeur war Generalleutnant Ludwig Schilffarth mit Gefechtsstand in Münster. Die Aufgabe des Generals der Flakartillerie beim Luftgaukommando XI bestand zunächst aus einer Beraterrolle des Kommandierenden Generals und Befehlshabers beim Luftgaukommando VI sowie in der operativen Führung aller in diesem Bereich stationierten Flakverbände. Ihm waren die 4. Flak-Division, die 7. Flak-Division sowie die 22. Flak-Division unterstellt.